# Abby Hatcher
Abby Hatcher (originalment titulada Abby Hatcher, Fuzzly Catcher) és una sèrie de televisió d'animació CGI canadenca creada per Rob Hoegee. Produïda per Guru Studio juntament amb Spin Master Entertainment, la sèrie es va estrenar a Nickelodeon als Estats Units d'Amèrica l'1 de gener de 2019, TVOKids al Canadà l'11 de febrer de 2019 i al bloc Milkshake! de Channel 5 el 2 de març de 2020 al Regne Unit. Es va estrenar en línia el 18 de desembre de 2018.